# Kermes trinotatus
Kermes trinotatus är en insektsart som beskrevs av Bogue 1900. Kermes trinotatus ingår i släktet Kermes och familjen eksköldlöss. Inga underarter finns listade i Catalogue of Life.